# Parafia Najświętszej Maryi Panny Królowej Apostołów w Stafford
Parafia Najświętszej Maryi Panny Królowej Apostołów w Stafford – parafia rzymskokatolicka, należąca do archidiecezji Brisbane.
Przy parafii funkcjonuje katolicka szkoła podstawowa Najświętszej Maryi Panny Królowej Apostołów.